# دكودة
دكودة إحدى قرى مركز طنطا التابع لمحافظة الغربية بجمهورية مصر العربية. ذكرت القرية في التحفة من أعمال الغربية وفي كتاب الانتصار فقط.

## التعليم
تصل نسبة الأمية في القرية إلى 50.1% بين من تجاوزوا العاشرة من عمرهم، بينما تصل نسبة من حصلوا على تعليم جامعي إلى 1.06% من جملة السكان.

## السكان
بلغ عدد سكان دكودة 1587 نسمة حسب تقدير عام 2018.
| السنة  | 1897 | 1907 | 1927 | 1947 | 1960 | 1976 | 1986 | 1996 | 2006  | 2018 |
| ------ | ---- | ---- | ---- | ---- | ---- | ---- | ---- | ---- | ----- | ---- |
| القرية | 468  | 635  | 435  | 426  | 688  | 852  | 1061 | 1390 | 1,616 | 1587 |